# Бородин, Константин Петрович
Константин Петрович Бородин — советский хозяйственный, государственный и политический деятель.

## Биография
Родился в 1909 году в Сарапуле. Член КПСС.
С 1934 года — на хозяйственной, общественной и политической работе. В 1934—1972 гг. — в войсках НКВД, начальник шахты, секретарь комитета ВКП(б), начальник шахты Пышминского рудоуправления, секретарь Пышминского районного комитета ВКП(б) по кадрам, 2-й секретарь Пышминского районного комитета ВКП(б), 2-й секретарь Пышминского городского комитета ВКП(б), 2-й секретарь Полевого районного комитета ВКП(б), инструктор ЦК ВКП(б), 1-й секретарь Усть-Каменогорского городского комитета КП Казахстана, секретарь, 2-й секретарь Актюбинского областного комитета КП Казахстана, председатель Исполнительного комитета Актюбинского сельского Совета, председатель Комитета партийно-государственного контроля Западно-Казахстанского краевого комитета КП Казахстана, секретарь Актюбинского областного комитета КП Казахстана.
Избирался депутатом Верховного Совета Казахской ССР.
Умер после 1972 года.